# DC娛樂
DC娛樂（英語：DC Entertainment）是美國的一家娛樂公司，位於加利福尼亞州伯班克市。它是華納兄弟探索公司的子公司，負責管理DC漫畫及其角色在其他部門的使用並與華納兄弟各部門合作。2013年至2023年期間，DC娛樂負責與其他部門共同開發了其旗艦版權系列——DC擴展宇宙；而從2024年開始，DC娛樂又開始負責重啟DC宇宙系列。
2022年4月，在其母公司華納媒體與探索公司合併後，DC娛樂被改組為一家由華納兄弟探索公司直接管理的垂直部門而不再由其他華納兄弟的子公司代理其業務。

## 公司沿革

### 成立肇始
2009年9月9日，華納兄弟宣佈DC漫畫將成為DC娛樂公司（DC Entertainment, Inc.）的子公司，同時還任命了原華納首映總裁戴安娜·納爾遜為新公司總裁並將原DC漫畫出版人保羅·萊維茲（Paul Levitz）改任內容編輯兼整體顧問。自從，DC漫畫與華納兄弟正式歸屬同一家公司。
2010年2月18日，DC娛樂任命吉姆·李與丹·迪迪奧為聯合出版人；傑夫·強斯為首席創意官；約翰·路德（John Rood）為分管銷售、市場與商業開發的執行副總裁；帕特里克·卡爾登（Patrick Caldon）為分管財務和行政的執行副總裁。

## 部門架構

### 現有部門
- 瘋狂雜誌社
- DC漫畫
  - DC黑標（英语：DC Black Label）
  - DC年輕動物（英语：DC's Young Animal）
  - 狂野風暴（英语：WildStorm）
  - 睡魔宇宙（英语：The Sandman Universe）
  - 希爾家族漫畫（Hill House Comics）
  - 神奇漫畫（英语：Wonder Comics (DC Comics)）
  - DC兒童圖像小說（DC Graphic Novels for Kids）
  - DC青年圖像小說（DC Graphic Novels for Young Adults）
  - DC宇宙無限（英语：DC Universe Infinite）

### 既有部門
- DC宇宙流媒體——已關閉。片庫併入MAX流媒體，資產分拆為DC宇宙無限（英语：DC Universe Infinite）。

## 管理人員

### 總裁
- 戴安娜·納爾遜（英语：Diane Nelson (businesswoman)）（2009年9月9日—2018年6月6日)[8]
- 傑夫·強斯（2015年6月—2018年6月）[9]
- 安妮·梁·德皮斯（Anne Leung DePies）[a]（2022年1月迄今）[10]

### 創意長
- 傑夫·強斯（2010年2月—2018年6月）
- 吉姆·李（2018年6月迄今）

## 主要作品

### 電影
如無特別說明，本章節所有電影均由華納兄弟影業負責發行。

#### 真人電影
| 公映年份 | 電影名                 | 導演            | 聯合製作                                            | 備註 |
| -------- | ---------------------- | --------------- | --------------------------------------------------- | --- |
| 2016年   | 自殺小隊               | 大衛·阿耶       | 華納兄弟影業 拉特帕克—沙丘娛樂 亞特拉斯娛樂         | 該片為DC擴展宇宙第三部真人電影。 |
| 2016年   | 蝙蝠俠對超人：正義曙光 | 查克·史奈德     | 華納兄弟影業 拉特帕克娛樂 殘暴異常影業 亞特拉斯娛樂 | R級加長版於2016年發行家庭影碟版； 這是DC拓展宇宙第二部真人電影。                                                                               |
| 2013年   | 赤焰戰場2              | 迪恩·派瑞薩特   | 迪·波納文圖拉影業                                   | 改編自華倫·艾利斯與卡利·哈姆納所作同名迷你系列漫畫。 同名迷你系列由狂野風暴（DC漫畫旗下出版品牌）出版。 由頂峰娛樂（隸屬於獅門影視）負責發行。 |
| 2013年   | 超人：鋼鐵之軀         | 查克·史奈德     | 華納兄弟影業 傳奇影業 暈厥影業                      | DC擴展宇宙首部真人電影。 |
| 2012年   | 蝙蝠俠：黑暗騎士崛起   | 克里斯多福·諾蘭 | 華納兄弟影業 傳奇影業 暈厥影業                      | 從屬於“黑暗騎士三部曲”。 |
| 2011年   | 綠燈俠                 | 馬丁·坎貝爾     | 德萊恩影業                                          | |
| 2010年   | 赤焰戰場               | 勞勃·史溫凱     | 迪·波納文圖拉影業                                   | 改編自華倫·艾利斯與卡利·哈姆納所作同名迷你系列漫畫。 同名迷你系列由狂野風暴（DC漫畫旗下出版品牌）出版。 由頂峰娛樂負責發行。                   |
| 2010年   | 西部英雄約拿·哈克斯    | 吉米·海沃德     | 傳奇影業 雜草路影業                                 | 基於同名角色改編。 |

#### 動畫電影
除特別說明外，本章節所述之動畫電影均由華納兄弟動畫公司製作並以非戲院首映或電視電影形式發行。
| 發行年份 | 電影名                 | 備註                                                     |
| -------- | ---------------------- | -------------------------------------------------------- |
| 2024年   | 正義聯盟：無限地球危機 | DC動畫電影宇宙第二故事線“明日宇宙”完結篇；三集系列作品。 |
| 2024年   | 守望者：第一部         | 與派拉蒙影業的首部合作電影。                             |
| 示例     | 示例                   | 示例                                                     |

### 腳註
1. ↑  正式職務名為“高級副總裁兼總經理”。

### 出典
1. ↑  Jeremy Fuster; Umberto Gonzalez. . TheWrap. 2022-06-01  [2024-12-10]. （原始内容存档于2022-06-05）.
2. ↑  Tim Adams. . 漫畫書網. 2022-04-14  [2024-12-10]. （原始内容存档于2022-06-26）.
3. ↑  Brent Lang; Matt Donnelly. . Variety. 2022-04-14  [2024-12-10]. （原始内容存档于2022-04-14）.
4. ↑  Edward Wyatt. . 紐約時報. 2009-09-09  [2024-12-10]. （原始内容存档于2022-04-13）.
5. ↑  Vaneta Rogers. . Newsarama. 想象新星. 2009-09-09  [2024-12-10]. （原始内容存档于2009-09-11）.
6. ↑  David Hyde. . DC漫畫. 2009-09-09  [2024-12-10]. （原始内容存档于2022-04-13）.
7. ↑  . 漫畫書資源網. 2010-02-18  [2024-12-10]. （原始内容存档于2023-07-29）.
8. ↑  Anita Busch. . 截止日網. 2018-06-06  [2024-12-10].
9. ↑  Brent Lang. . Variety. 2018-06-11  [2024-12-10]. （原始内容存档于2018-06-11）.
10. ↑  Noah Dominguez. . 漫畫書資源網. 2022-01-27  [2024-12-10].
11. ↑  Jim Vejvoda. . IGN. 2023-12-05  [2024-12-10]. （原始内容存档于2023-12-04）.
12. ↑  . IGN. 2024-02-21  [2024-12-10]. （原始内容存档于2024-12-02）.
13. ↑  Trent Cannon. . Popverse. 2024-05-08  [2024-12-10]. （原始内容存档于2024-12-08）.
14. ↑  JoshWilding. . ComicBookMovie.com. Best Little Sites LLC. 2024-05-06  [2024-12-10]. （原始内容存档于2024-12-03）.
15. ↑  . Blu-ray.com. Blu-ray Disc Association. 2024-07-23  [2024-12-10]. （原始内容存档于2024-12-04）.
16. ↑  . Blu-ray.com. Blu-ray Disc Association. 2024-08-27  [2024-12-10]. （原始内容存档于2024-05-31）.

## 外部連接
- 官方网站